# Luka Kulenović
Luka Kulenović (* 29. září 1999 Toronto) je chorvatský profesionální fotbalista, který hraje na pozici útočníka za nizozemský klub Heracles Almelo.

## Klubová kariéra
Rodák z kanadského Toronta v mládeži krátce působil v Trenčíně a poprvé na sebe výrazněji upozornil ve druholigovém bosenském Željezničaru Banja Luka, kde v sezoně 2018/19 zaznamenal 13 gólů a stejný počet asistencí.
Následně zamířil Kulenović do Chorvatska, v Osijeku ani Kustošiji se však neprosadil, proto se vrátil do Bosny, kde nejprve hrál za Rudar Prijedor a v sezóně 2022/23 oblékal dres Sloga Meridan. Během uplynulé sezóny potíže se svalovým úponem, a tak jeho lednový transfer do Česka ztroskotal. Přesto dokázal vstřelit pět gólů a připsat si i tři asistence.

### Slovan Liberec
V létě 2023 odešel Kulenović z Bosny do Česka, kde podepsal smlouvu se Slovanem Liberec. Kulenović měl do Liberce namířeno již v zimě, tehdy se ale jeho příchod neuskutečnil kvůli zdravotním problémům.

### Heracles Almelo
V létě 2024 přestoupil do nizozemského klubu Heracles Almelo.

## Osobní život
Rodiče utekli před válkou do Severní Ameriky. Kulenović vyrůstal v zemi hokeje, vrhl se však na fotbal; v Torontu vyrůstal do svých patnácti let.
Kulenović má kromě chorvatského ještě kanadské a bosenské občanství.